# Costantino Borsini
Costantino Borsini (* 7. April 1906 in Mailand; † 21. Oktober 1940 bei Harmil im Roten Meer) war ein Offizier der italienischen Marine.
Borsini diente ab Januar 1940 bei einem italienischen Flottenverband im Roten Meer. Nach einigen Monaten auf dem Kolonialkreuzer Eritrea wurde er zum Korvettenkapitän befördert und erhielt das Kommando über den Zerstörer Francesco Nullo (Sauro-Klasse). Am 21. Oktober 1940 nahm er bei der Insel Harmil den Kampf mit mehreren britischen Kreuzern und Zerstörern auf. Nachdem Borsinis Zerstörer mehrmals getroffen und manövrierunfähig geworden war, ließ er die Besatzung in Sicherheit bringen und ging dann mit dem Schiff unter. Er wurde für diese Einsatz mit dem höchsten italienischen Militärorden der Tapferkeitsmedaille in Gold ausgezeichnet.
Die italienische Marine benannte zuletzt ein neues Patrouillenschiff nach Costantino Borsini.